# Paulina Maj-Erwardt
Paulina Maj-Erwardt (ur. 22 marca 1987 w Złotowie) – polska siatkarka, grająca na pozycji libero, reprezentantka kraju. Uczestniczka Mistrzostw Świata w 2006 i 2010.
W programie 7Strefa w Polsacie Sport 16 lutego 2024 roku ogłosiła zakończenie kariery siatkarskiej po sezonie 2023/2024. Dodała, że w tym samym roku będzie kandydować w czerwcowych wyborach na prezesa Wielkopolskiego Związku Piłki Siatkowej. Jest prezesem Sparty Złotów.
W sezonie 2024/2025 do 13 lutego 2025 roku była dyrektorem zarządzającym w klubie ŁKS Commercecon Łódź.
Od 11 stycznia 2025 roku została zawodniczką III-ligowego zespołu Sparta Złotów, aby pomóc w ostatnim meczu fazy zasadniczej awansować do fazy play-off przeciwko drużynie SKF KS Poznań.

## Przebieg kariery
| Kariera juniorska     | Kariera juniorska                                | Kariera juniorska | Kariera juniorska | Kariera juniorska | Kariera juniorska | Kariera juniorska | Kariera juniorska | Kariera juniorska | Kariera juniorska | Kariera juniorska |
| --------------------- | ------------------------------------------------ | ----------------- | ----------------- | ----------------- | ----------------- | ----------------- | ----------------- | ----------------- | ----------------- | ----------------- |
| Lata                  | Klub                                             |                   |                   |                   |                   |                   |                   |                   |                   |                   |
| 2000–2003             | Sparta Złotów                                    |                   |                   |                   |                   |                   |                   |                   |                   |                   |
| 2003–2005             | SMS PZPS Sosnowiec                               |                   |                   |                   |                   |                   |                   |                   |                   |                   |
| Kariera seniorska     |                                                  |                   |                   |                   |                   |                   |                   |                   |                   |                   |
| Lata                  | Klub                                             |                   |                   |                   |                   |                   |                   |                   |                   |                   |
| 2005–2008             | BKS Aluprof Bielsko-Biała                        |                   |                   |                   |                   |                   |                   |                   |                   |                   |
| 2008–2010             | PTPS Piła                                        |                   |                   |                   |                   |                   |                   |                   |                   |                   |
| 2010–2012             | Atom Trefl Sopot                                 |                   |                   |                   |                   |                   |                   |                   |                   |                   |
| 2012–2015             | Polski Cukier Muszynianka Fakro Bank BPS Muszyna |                   |                   |                   |                   |                   |                   |                   |                   |                   |
| 2015–2016             | Chemik Police                                    |                   |                   |                   |                   |                   |                   |                   |                   |                   |
| 2016–2017             | Budowlani Łódź                                   |                   |                   |                   |                   |                   |                   |                   |                   |                   |
| 2018–2019             | BKS Profi Credit Bielsko-Biała                   |                   |                   |                   |                   |                   |                   |                   |                   |                   |
| 2019–2021             | Grupa Azoty Chemik Police                        |                   |                   |                   |                   |                   |                   |                   |                   |                   |
| 2021–2024             | ŁKS Commercecon Łódź                             |                   |                   |                   |                   |                   |                   |                   |                   |                   |
| 2025– (od 11.01.2025) | Sparta Złotów                                    |                   |                   |                   |                   |                   |                   |                   |                   |                   |

## Sukcesy klubowe
Puchar Polski:
- 2006, 2016, 2020, 2021

Superpuchar Polski:
- 2006, 2008, 2015, 2019

Mistrzostwo Polski:
- 2012, 2016, 2020, 2021, 2023[8]
- 2011, 2017
- 2007, 2009, 2013, 2015, 2022[9]

Puchar CEV:
- 2013

## Sukcesy reprezentacyjne
Letnia Uniwersjada:
- 2009

Mistrzostwa Europy:
- 2009

Volley Masters Montreux:
- 2019

## Nagrody indywidualne
- 2011: Najlepsza libero Memoriału Agaty Mróz-Olszewskiej
- 2014: Najlepsza przyjmująca turnieju finałowego Pucharu Polski
- 2017: Najlepsza broniąca turnieju finałowego Pucharu Polski
- 2020: Najlepsza libero Pucharu Polski